# Dekanat Poysdorf
Dekanat Poysdorf – jeden z 16 dekanatów rzymskokatolickiej wchodzących w skład wikariatu Unter dem Manhartsberg archidiecezji wiedeńskiej w Austrii. W jego skład wchodzi 20 parafii. 

## Lista parafii
| Lp. | Miejscowość                 | Parafia                                                 | Kościół                                                                       | Grafika |
| --- | --------------------------- | ------------------------------------------------------- | ----------------------------------------------------------------------------- | ------- |
| 1   | Altlichtenwarth             | Parafia św. Mikołaja                                    | Kościół św. Mikołaja w Altlichtenwarth                                        |         |
| 2   | Poysdorf-Altruppersdorf     | Parafia św. Sebastiana                                  | Kościół św. Sebastiana w Poysdorf-Altruppersdorf                              |         |
| 3   | Bernhardsthal               | Parafia św. Idziego                                     | Kościół św. Idziego w Bernhardsthal                                           |         |
| 4   | Drasenhofen                 | Parafia św. Wita                                        | Kościół św. Wita w Drasenhofen                                                |         |
| 5   | Poysdorf-Erdberg            | Parafia Świętych Apostołów Piotra i Pawła               | Kościół Świętych Apostołów Piotra i Pawła w Poysdorf-Erdberg                  |         |
| 6   | Poysbrunn-Falkenstein       | Parafia św. Jakuba Starszego                            | Kościół św. Jakuba Starszego w Poysbrunn-Falkenstein                          |         |
| 7   | Großkrut                    | Parafia św. Stefana                                     | Kościół św. Stefana w Großkrut                                                |         |
| 8   | Hausbrunn                   | Parafia św. Wita                                        | Kościół św. Wita w Hausbrunn                                                  |         |
| 9   | Herrnbaumgarten             | Parafia Niepokalanego Poczęcia Najświętszej Maryi Panny | Kościół Niepokalanego Poczęcia Najświętszej Maryi Panny w Herrnbaumgarten     |         |
| 10  | Katzelsdorf                 | Parafia św. Bartłomieja                                 | Kościół św. Bartłomieja w Katzelsdorf                                         |         |
| 11  | Poysdorf-Kleinhadersdorf    | Parafia św. Rocha                                       | Kościół św. Rocha w Poysdorf-Kleinhadersdorf                                  |         |
| 12  | Ottenthal-Kleinschweinbarth | Parafia Najświętszej Maryi Panny                        | Kościół Najświętszej Maryi Panny w Ottenthal-Kleinschweinbarth                |         |
| 13  | Ottenthal                   | Parafia św. Marcina                                     | Kościół św. Marcina w Ottenthal                                               |         |
| 14  | Poysbrunn                   | Parafia św. Doroty                                      | Kościół św. Doroty w Poysbrunn                                                |         |
| 15  | Poysdorf                    | Parafia św. Jana Chrzciciela                            | Kościół św. Jana Chrzciciela w Poysdorf                                       |         |
| 16  | Bernhardsthal-Reintal       | Parafia Trójcy Przenajświętszej                         | Kościół Trójcy Przenajświętszej w Bernhardsthal-Reintal                       |         |
| 17  | Schrattenberg               | Parafia św. Jana Chrzciciela                            | Kościół św. Jana Chrzciciela w Schrattenberg                                  |         |
| 18  | Ottenthal-Stützenhofen      | Parafia Wszystkich Świętych                             | Kościół Wszystkich Świętych w Ottenthal-Stützenhofen                          |         |
| 19  | Poysdorf-Walterskirchen     | Parafia Zwiastowania Najświętszej Maryi Panny           | Kościół Zwiastowania Najświętszej Maryi Panny w Poysdorf-Walterskirchen       |         |
| 20  | Poysdorf-Wetzelsdorf        | Parafia Najświętszego Imienia Najświętszej Maryi Panny  | Kościół Najświętszego Imienia Najświętszej Maryi Panny w Poysdorf-Wetzelsdorf |         |